# Japtheth Waweru
George Japhet Waweru (12 ottobre 1978) è un ex calciatore keniota, di ruolo difensore.

## Carriera

### Club
Ha giocato nel campionato keniota, tanzanese, sudafricano e svedese.

### Nazionale
Conta 35 presenze per la nazionale del suo paese, con la quale ha anche partecipato alla Coppa d'Africa del 2004.